# Uraniavlinders
De uraniavlinders (Uraniidae) zijn een familie van vlinders in de superfamilie Geometroidea. Tot de familie behoren ongeveer zevenhonderd soorten, verdeeld over zo'n negentig geslachten. Enkele soorten zijn bekend om hun gedrag als trekvlinder in het Neotropisch gebied.

## Kenmerken
Deze familie bestaat uit zowel grote, kleurige vlinders met iriserende vleugelschubjes, alsook dofgekleurde vlinders zonder staartjes aan de vleugels. De vleugelspanwijdte varieert van 6 tot 10 cm. Sommige grote en kleurige soorten worden wel een verward met schoenlappers.

## Leefwijze
Als het voedselaanbod van de rupsen verslechtert, trekken deze vlinders vaak massaal weg. Ze worden weleens door mieren aangevallen, waaraan ze ontsnappen door zich aan een zijden draadje van bladeren te laten afvallen.

## Verspreiding en leefgebied
Deze familie komt voor in tropische en subtropische gebieden, op planten, met name op wolfsmelksoorten.

## Enkele geslachten
- Acropteris Geyer, 1832
- Alcides Hübner, 1822
- Chrysiridia Hübner, 1823
- Epiplema Herrich-Schäffer, 1855
- Lyssa Hübner, 1823
- Phazaca Walker, 1863
- Urania (uitgestorven)

## Afbeeldingen

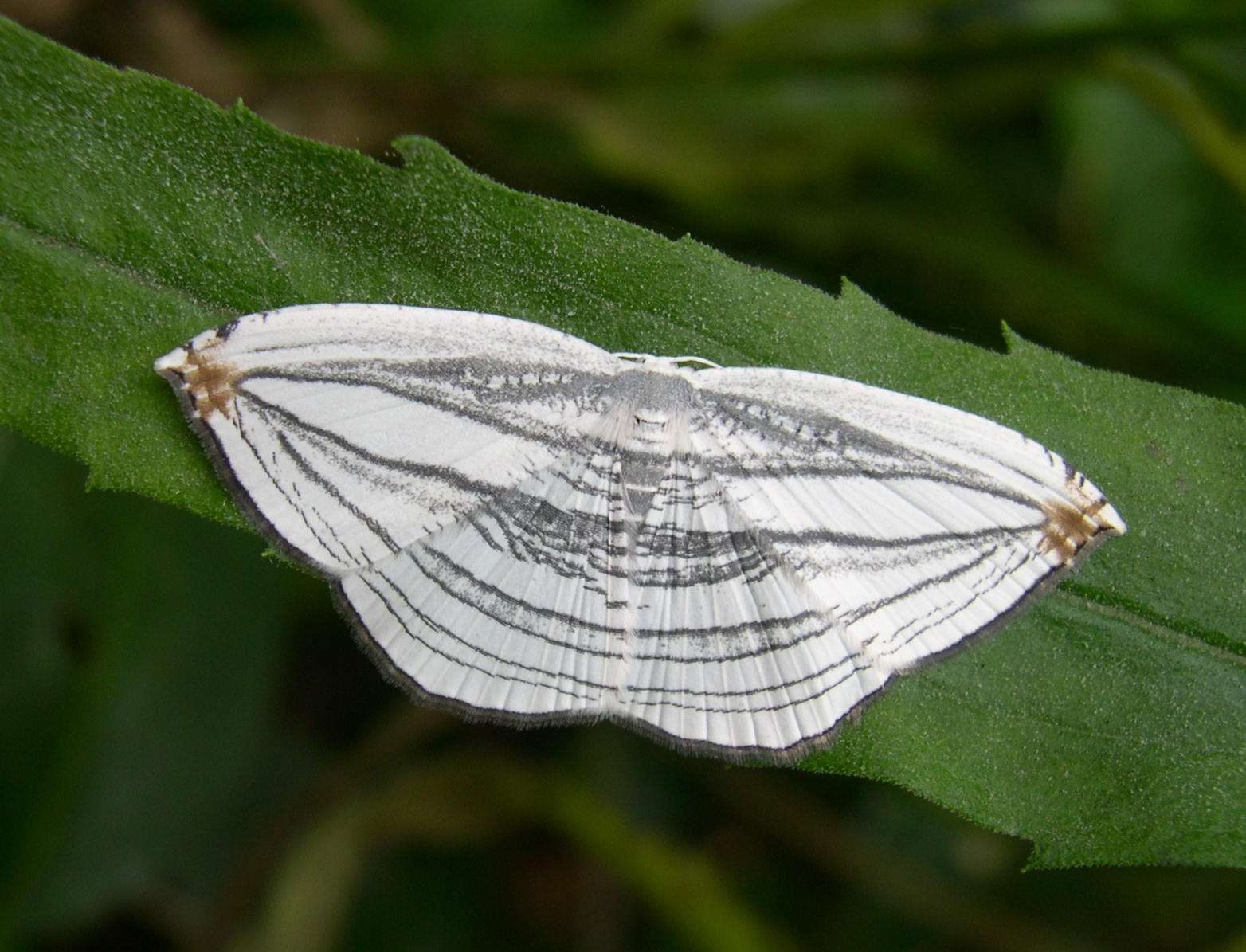
Acropteris iphiata
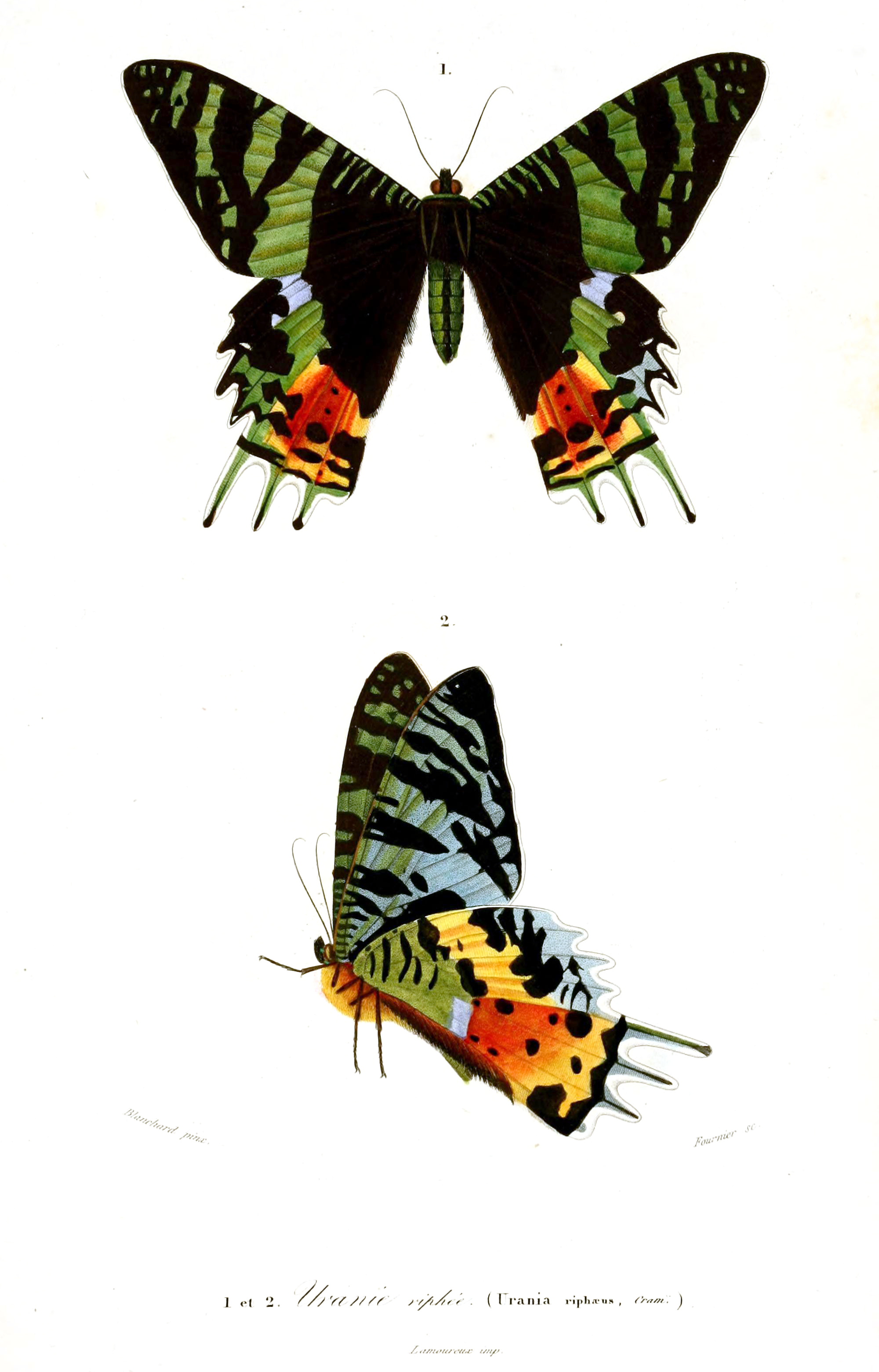
Chrysiridia rhipheus
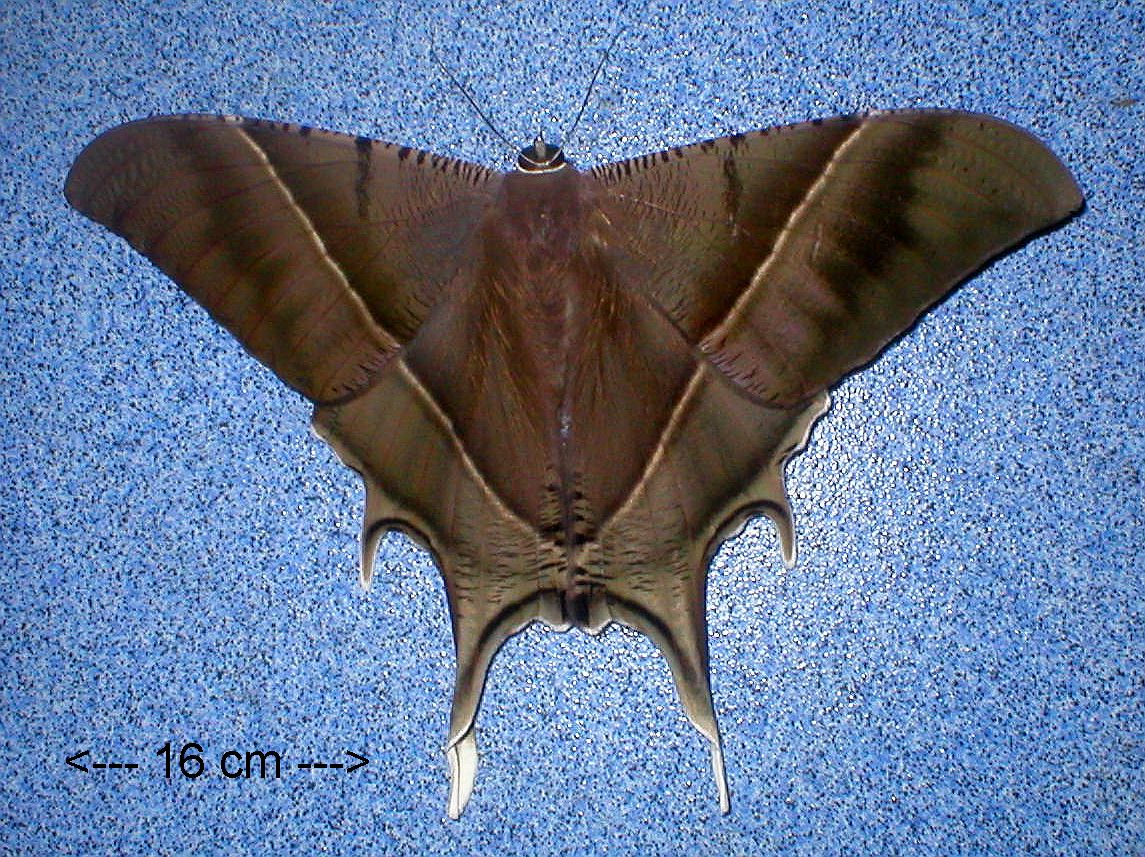
Lyssa zampa
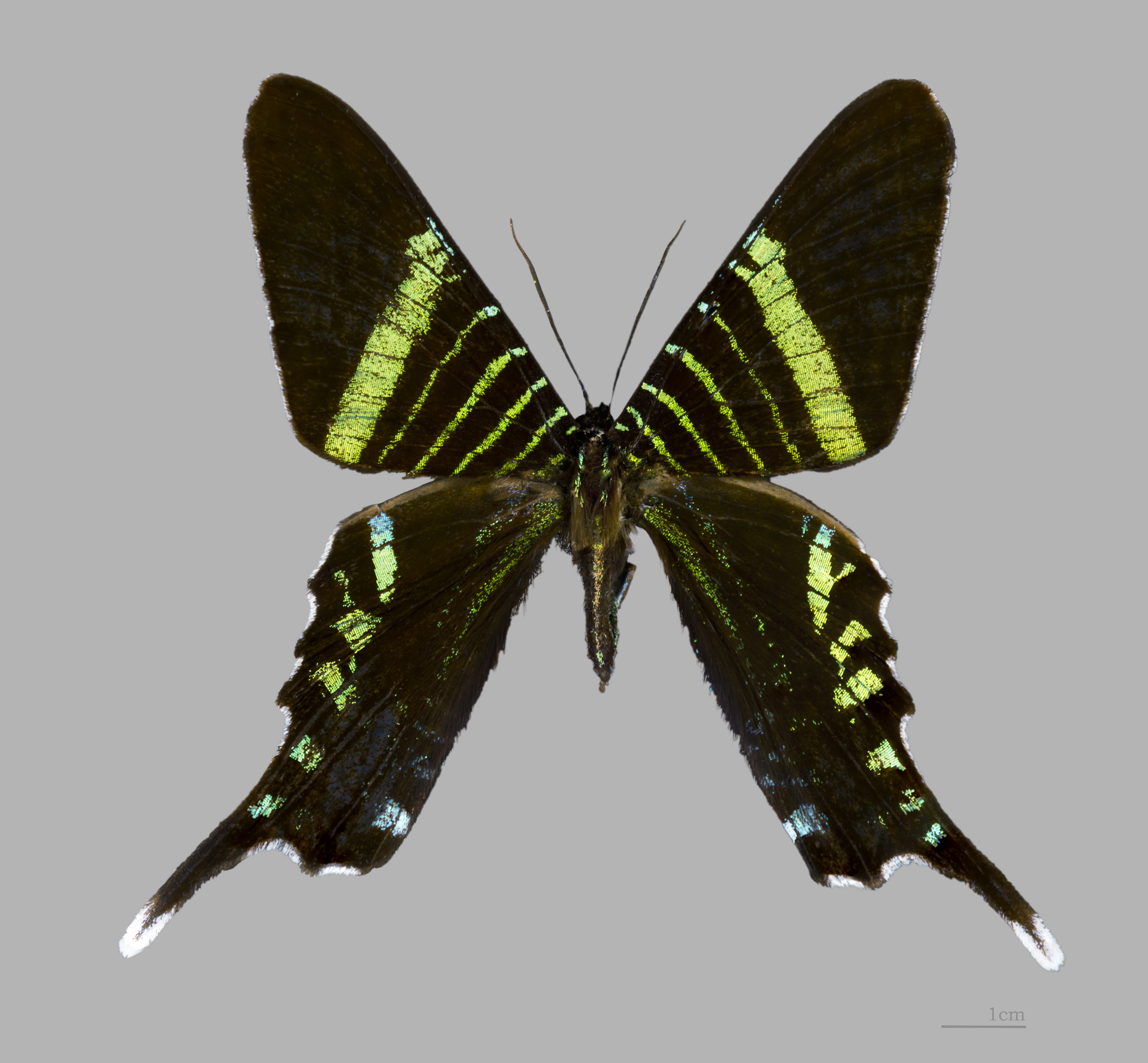
Urania fulgens
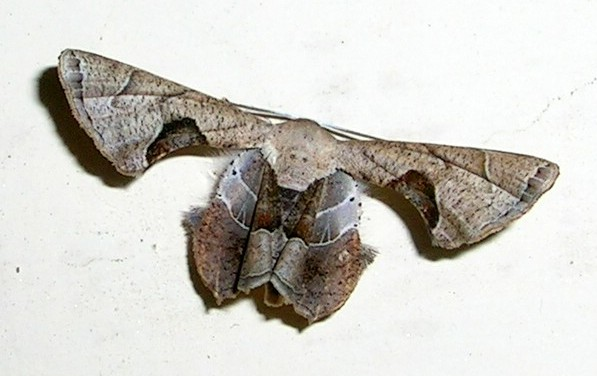
Phazaca sp.
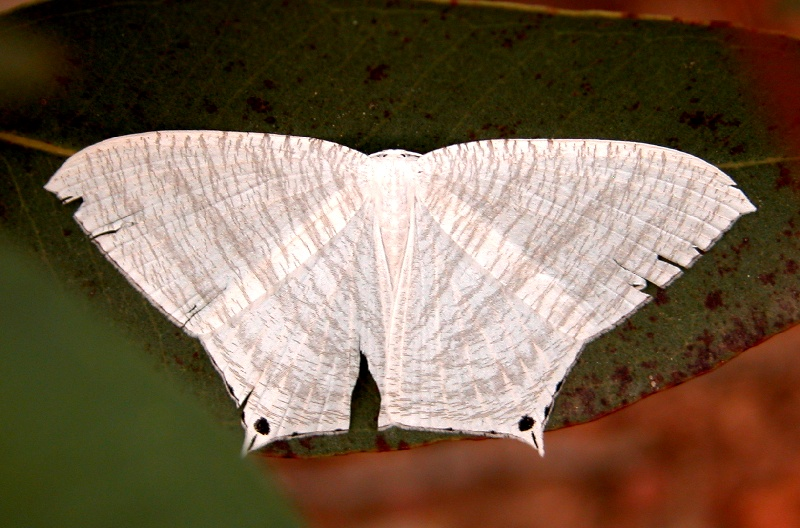
Micronia aculeata